# Калибар 20 за специјалисту
Калибар 20 за специјалисту (енгл. Thunderbolt and Lightfoot) је филм из 1974. године, који је режирао Мајкл Чимино.

## Радња
Ветеран Корејског рата, а у прошлости - пљачкаш банке по имену Тандерболт упознаје безбрижног скитницу, бившег хипија по надимку Лајтфут и неочекивано га узима за сапутника. Тандерболт жели да пронађе новац који је украо, сакривен пре неколико година, не знајући да то исто планирају и његови бивши саучесници.

## Улоге
| Глумац         | Улога                   |
| -------------- | ----------------------- |
| Клинт Иствуд   | Џон „Тандерболт“ Доерти |
| Џеф Бриџиз     | Лајтфут                 |
| Џoрџ Кeнeди    | Ред Лири                |
| Џефри Луис     | Еди Гуди                |
| Кетрин Бак     | Мелоди                  |
| Гари Бјуси     | Карли                   |
| Џек Додсон     | менаџер                 |
| Џин Елман      | туриста                 |
| Бертон Гилијам | Велдер                  |
| Рој Џенсон     | Данлоп                  |
| Клодија Ленир  | секретарица             |
| Бил Макини     | луди возач              |
| Вик Тејбак     | Марио Пински            |

## Зарада
- Зарада у САД - 21.700.000 $